# Goalkeeper
De Goalkeeper is een Nederlands nabijheidsverdedigingssysteem tegen vijandelijke raketten voor gebruik aan boord van oorlogsschepen, waarbij gebruik wordt gemaakt van een snelvuurkanon.

## Achtergrond
Na de Tweede Wereldoorlog legden de mogendheden zich toe op de ontwikkeling van diverse typen geleide wapens. Concentreerde de marine van de Verenigde Staten zich vooral op luchtdoelraketten en later op intercontinentale raketten (met nucleaire lading), de marine van de Sovjet-Unie ontwikkelde ook antischip- of zeedoelraketten om oppervlakteschepen uit te schakelen. Tot dan beschikten de westerse mogendheden over vele vliegdekschepen, die met jachtvliegtuigen en bommenwerpers het gevecht ter zee voerden, waardoor het belang van zeedoelraketten niet evident was.
Pas in 1967, toen tijdens de Zesdaagse Oorlog een Egyptische patrouilleboot de Israëlische torpedobootjager Eilat met een Russische SS-N-2 Styxraket tot zinken bracht, drong het belang van dergelijke wapens tot de westerse mogendheden door. In Frankrijk (Exocet), Italië (Otomat) en de Verenigde Staten (Harpoon) werden daarop raketten ontwikkeld en diverse landen zochten tevens naar een verdedigingssysteem tegen vijandelijke raketten.

## Buitenlandse ontwikkelingen
De marine van de Verenigde Staten opteerde al snel voor de Phalanx. Hierbij werd het Vulcankanon, dat op grote schaal gebruikt wordt als standaardbewapening van jachtvliegtuigen (bijvoorbeeld in de F-16), op een affuit gemonteerd en voorzien van zoek- en richtradar.
De Britse Royal Navy legde zich echter toe op de ontwikkeling van een nauwkeurige luchtdoelraket, de Sea Wolf, die behalve vliegtuigen ook in staat zou moeten zijn raketten te onderscheppen.

## Nederlandse aanpak

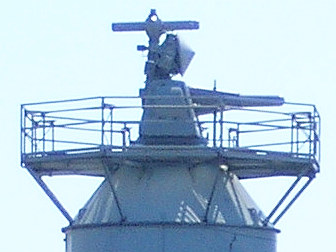
Testopstelling op het dak van "Signaal"

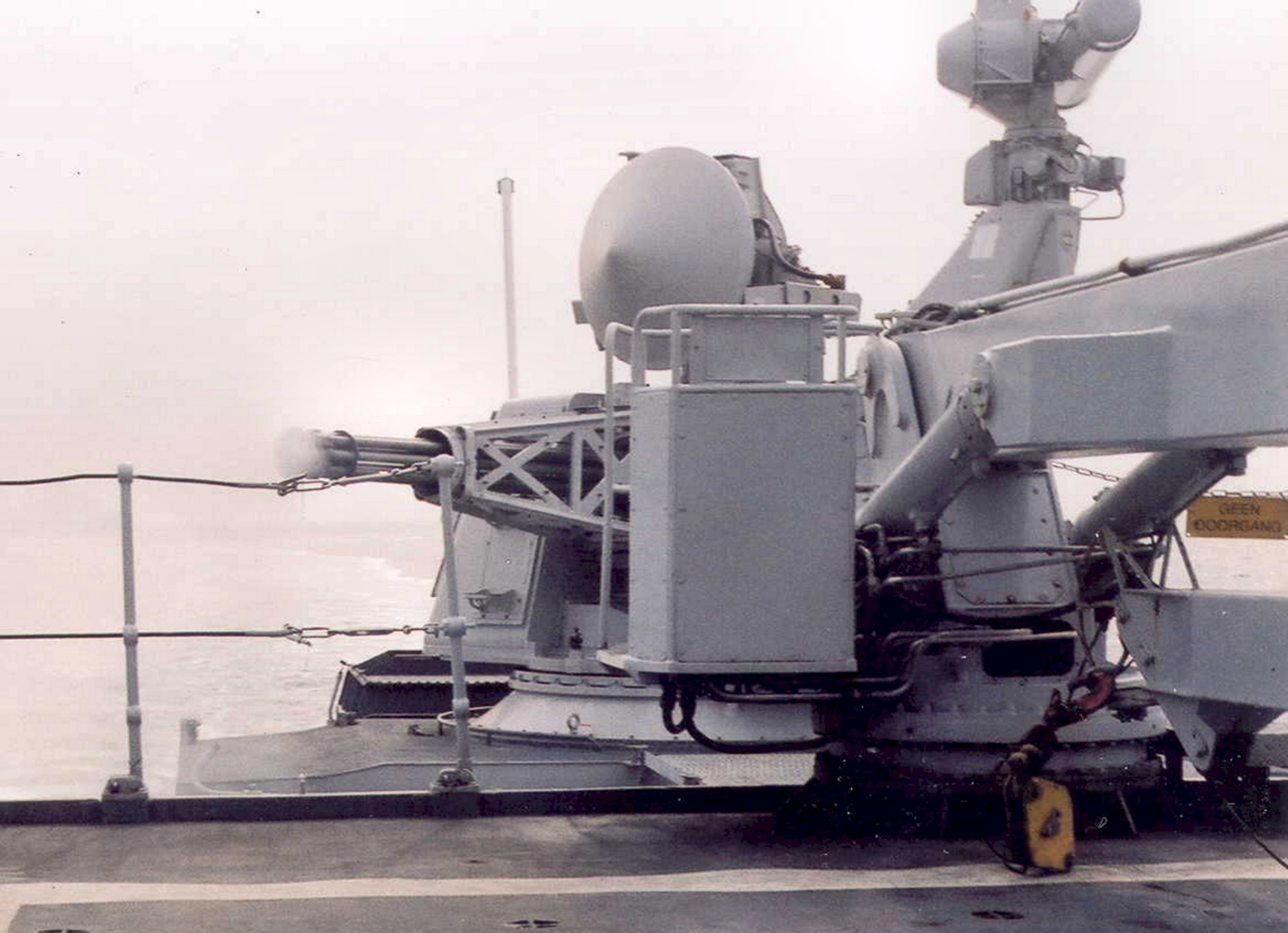
Schietende goalkeeper aan boord van het L-fregat Jacob van Heemskerck

De Nederlandse Koninklijke Marine oordeelde dat beide systemen tekortschoten. De Phalanx had als praktisch bezwaar dat het te groot en te zwaar zou zijn voor inbouw in Nederlandse oorlogsschepen en zowel kaliber (20 mm) als vuursnelheid (2000 schoten per minuut) werden onvoldoende geacht om een raket daadwerkelijk onschadelijk te maken. Systemen als de Sea Wolf boden onvoldoende tijd om bij een onverhoopte misser een tweede raket te lanceren.
Vanaf de jaren zeventig zocht de marine, in het project Ajax, naar een adequaat systeem. Eerst in de jaren tachtig leverde dit resultaat op. Een Amerikaans kanon van General Electric, de GAU-8 Avenger, werd hierbij gekoppeld aan nieuw ontwikkelde zoek- en richtradars van Hollandse Signaalapparaten. Net als het Vulcankanon werd de GAU-8 eerst als vliegtuigbewapening gebruikt (in de A-10). In feite bestaat de GAU-8 uit 7 lopen, cirkelvormig opgesteld. Men spreekt daarom soms van Gatlingkanon, naar het voorbeeld van de eerste mitrailleurs. Zowel kaliber (30 mm) als vuursnelheid (4200 schoten per minuut) bieden voldoende garantie om een raket niet alleen te raken, maar daadwerkelijk te vernietigen, zo is uit een serie proefnemingen gebleken.
De Koninklijke Marine schafte 23 systemen aan voor de GW-, L-, S- en M-fregatten en het bevoorradingsschip Zuiderkruis. De Goalkeeper is diverse malen gemoderniseerd, inmiddels is het wapen ook voorzien van infrarooddetectieapparatuur.

## Andere gebruikers
Goalkeepers zijn verkocht aan het Verenigd Koninkrijk (aan boord van diverse fregatten, landingsschepen en 2 vliegdekschepen), VAE (Kortenaerklasse fregatten) en Zuid-Korea (KDX-1, KDX-2 en KDX-3 typen jagers). Met de verkoop van fregatten zijn Goalkeepers meeverkocht aan Chili (2 stuks), België (2 stuks), en Portugal (eveneens 2).
Vrij recent heeft de marine van de Volksrepubliek China een oorlogsschip in gebruik genomen dat voorzien is van twee stukken geschut, het Type 730, die een opvallende gelijkenis vertonen met de Goalkeeper. Gesuggereerd is daarom dat dit het resultaat is van bedrijfsspionage, maar dat staat geenszins vast. Het Type 730 heeft wel een richtradar en een elektro-optisch richtsysteem, maar ontbeert een eigen zoekradar en is voor doelinformatie afhankelijk van de radars van het schip.

## Hergebruik
De tien S-fregatten die aan Griekenland en de Arabische Emiraten zijn verkocht, werden zonder Goalkeeper geleverd. Deze eenheden werden, samen met de beide Goalkeepers van de GW-fregatten, hergebruikt voor de LCF-fregatten, het bevoorradingsschip Amsterdam en het amfibisch transportschip Rotterdam.
Twee M-fregatten die aan Chili verkocht zijn, zijn eveneens zonder Goalkeeper geleverd. Ook deze Goalkeepers worden opnieuw gebruikt.

## Verschil Goalkeeper en Phalanx
In vergelijking met de Phalanx kost de Goalkeeper twee keer zoveel en hoewel lichter en compacter kan hij niet zomaar geplaatst worden: een deel bevindt zich onderdeks waarvoor een gat gemaakt dient te worden. De Phalanx kan daarentegen betrekkelijk eenvoudig op het dek van bestaande schepen geplaatst worden. De nieuwste versies van de Phalanx evenaren de Goalkeeper inmiddels in vuursnelheid. De Goalkeeper biedt echter nog andere voordelen: het kan meer doelen tegelijk volgen en onder vuur nemen en het geeft korte vuurstoten af, waardoor het zuiniger met de munitie omgaat. De munitietoevoer kan onderdeks bijgevuld worden en de projectielen hebben een grotere kinetische energie.

## Opmerkingen
In feite vindt de verdediging tegen zeedoelraketten door schepen in lagen plaats. De buitenste verdedigingslinie bestaat uit jachtvliegtuigen van vliegdekschepen, die aanvallende vliegtuigen uitschakelen, voordat ze raketten kunnen lanceren. Mochten geen jachtvliegtuigen aanwezig zijn of slagen zij niet in hun taak, dan zullen oorlogsschepen vervolgens luchtdoelraketten voor middellange en korte afstand lanceren. Moderne luchtdoelraketten, zoals de Standard missile-2 en de Sea Sparrow, zijn  steeds beter in staat om zeedoelraketten uit te schakelen. Als laatste verdedigingsmiddel worden snelvuursystemen zoals Goalkeeper en Phalanx gebruikt. De Engelse marine heeft, na de ervaringen in de Falklandoorlog, zowel Goalkeeper- als Phalanxsystemen aangeschaft als aanvulling op de Sea Wolfraketten. Van de nieuwste versie van de Sea Sparrowraket, die in gebruik is bij de Koninklijke Marine, de Evolved Sea Sparrow Missile – ESSM, is bij proefnemingen aangetoond dat deze  zeedoelraketten en ook kleine schepen kan uitschakelen.

## Munitie
In begin jaren tachtig werd de ontwikkeling van munitie voor de Goalkeeper noodzakelijk. Er moest speciale munitie voor worden ontwikkeld, want de bestaande munitie (b.v. HEI) was volkaliber munitie en ontwikkeld voor air-to-air- of air-to-groundgevechten, met andere woorden voor straaljagers als de A-10, die overigens nog steeds dit wapen voeren. Subkalibermunitie is vereist vanwege de kortere vluchttijd, directe kogelbaan en grotere mondingssnelheid (1160 m/sec vs. 1021 m/sec).
Hollandse Signaal koos in eerste instantie Honeywell, de munitiefabrikant, die ook de volkaliber straaljagermunitie ontwikkeld had, om de nieuwe APDS (Armour Piercing Discarding Sabot) munitie te ontwikkelen. Dat was een foute beslissing. Honeywell had geen ervaring in ontwikkeling van subkalibermunitie. Bovendien zou Honeywell de ontwikkeling in de Verenigde Staten uitvoeren, terwijl de applicatie met de Nederlandse marine zou moeten gebeuren. Alleen daardoor zouden miljoenen guldens nodig zijn voor reizen en transportkosten en een CODEMA-project (Commissie Ontwikkeling DEfensie MAterieel) was onmogelijk, kortom de invloed van de Nederlandse marine was nihil.
Na een echte competitiestrijd met Eurometaal (die deze expertise ook eigenlijk niet bezat, toen al volledig samenwerkend met het Zwitserse bedrijf Oerlikon, waar de expertise vandaan zou moeten komen en dat eigenlijk nauwelijks nog aan research en ontwikkeling deed), werd ervoor gekozen met NWM de Kruithoorn in zee te gaan, die met haar moederbedrijf (Rheinmetall uit Duitsland) de volledige expertise voor het ontwikkelen van subkalibermunitie in huis had. Daarenboven was de Kruithoorn wereldwijd geaccepteerd als hét expertisebedrijf op het gebied van verwerking van wolfraam en de fabricage van penetratoren uit wolfraam. Het project werd opgezet op een dusdanige manier dat zowel Hollandse Signaalapparaten als de Koninklijke Marine de ontwikkeling begeleidden.
De totale ontwikkeling tot succesvol eindproduct heeft zes jaar geduurd en vele miljoenen guldens gekost. Voor NWM de Kruithoorn, die een derde van de ontwikkelkosten op zich had moeten nemen, was het een zeer succesvol project. Hollandse Signaalapparaten is in staat geweest het Goalkeepersysteem niet alleen aan de Koninklijke Marine te verkopen, maar onder andere ook aan de UAE, de Royal Navy en Zuid-Korea. Dat er niet meer landen tot het gebruik van de Goalkeeper zijn overgegaan, is mede te wijten aan politieke druk van Washington.